# 3in Rocket
3in Rocket (powszechnie znana jako Unrotated Projectile) – brytyjska niekierowana rakieta ziemia-powietrze z okresu II wojny światowej. Pod koniec wojny używana była także jako rakieta powietrze-ziemia między innymi przez samoloty Hawker Typhoon oraz jako rakieta ziemia-ziemia na niektórych czołgach brytyjskich.

## Historia
W Wielkiej Brytanii prace nad 3-calowymi rakietami przeciwlotniczymi rozpoczęto w 1934, ale aż do 1937 prace miały bardzo niski priorytet, zaproponowano wówczas, że nowo opracowane rakiety 3-calowe mogłyby stanowić dobrą alternatywę dla klasycznej artylerii przeciwlotniczej. 3-calowa rakieta (76,2 mm) przenosiła ładunek wybuchowy równy większej kalibrem armacie 3,7-calowej (94 mm).
Projekt otrzymał wówczas nazwę kodową Unrotated Projectile i prace kontynuowano Aberporth w Walii, a pierwsze testy z ostrą amunicją przeprowadzono na Jamajce. Po rozpoczęciu II wojny światowej eksperymentalna bateria w Aberporth jako pierwsza brytyjska bateria przeciwlotnicza zestrzeliła niemiecki bombowiec.
W czasie wojny opracowano szereg różnego typu wyrzutni, zarówno lądowych jak i okrętowych, używających rakiet 3-calowych takich jak Z Battery czy Projector, 3in, Rocket (w wielu wersjach).
Pod koniec wojny rakiety trzy-calowe używane też były jako broń lotnicza, były bardzo skuteczną bronią przeciwpancerną używaną między innymi przez samoloty Hawker Typhoon oraz jako rakiety ziemia-ziemia zamontowane na czołgach jednostki Coldstream Guards.

## Konstrukcja
3in Rocket (rakieta 3-calowa) miała bardzo prostą konstrukcję, zbliżoną do wcześniejszej 2in Rocket i napędzana była kordytowym silnikiem rakietowym. Rakieta była stabilizowana w locie jedynie niewielkimi brzechwami. W głowicy rakiety znajdował się zapalnik uderzeniowy.
Długość rakiety wynosiła 76 cali, a jej średnica 3,25 cala (193 cm i 8,26 cm). Masa pocisku wynosiła 54 funty, w tym masa kordytu wynosiła 12,7, a masa głowicy 4,28 funtów (odpowiednio - 24,5, 5,76 i 1,94 kg).
Prędkość maksymalna wynosiła 457 m/s, pułap maksymalny 6770 metrów, a zasięg poziomy do 3720 metrów.